# Hidrografia do Ceará

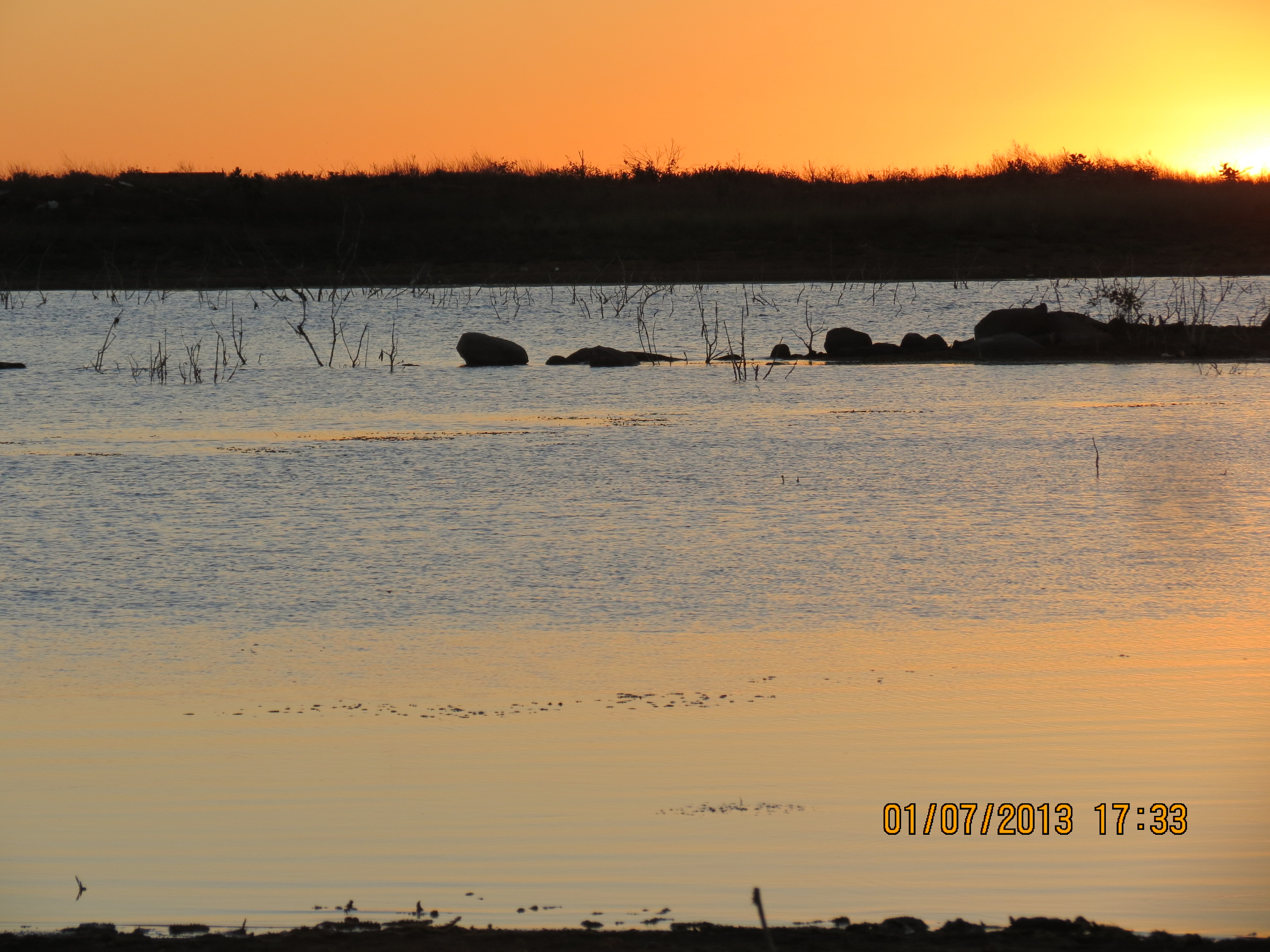
Açude Castanhão, barragem no Rio Jaguaribe, a maior do estado do Ceará.

A Hidrografia do Ceará é o conjunto de todos os recursos hídricos do estado, composta de seus rios, riachos, açudes, lagos, lagoas, canais artificiais, etc. Destinados às mais diversas finalidades, a água é um recurso fundamental para a sobrevivência da humanidade e para a multiplicação das espécies vegetais e animais. Tal conjunto pode ser aproveitado para: dessedentação animal, abastecimento de água para consumo humano, irrigação agrícola, geração de energia elétrica, piscicultura, pesca (esportiva e de subsistência), entre outros. Durante o Século XX, muitas barragens foram construídas no estado, principalmente pelo DNOCS, com o propósito de acumular água para mitigar os efeitos das secas prolongadas, visto que o estado têm sofrido historicamente com essa questão. Recentemente, uma série de canais artificiais interligando as principais bacias hidrográficas do estado têm sido construídas.

## Rios do Ceará
O principal rio do Ceará é o rio Jaguaribe, cuja bacia drena todo o sul, o centro e o leste do estado. O norte do estado é banhado por pequenos rios independentes, entre os quais o rio Coreaú, o rio Acaraú e o rio Aracatiaçu. Em geral, os rios do Ceará são temporários, pois durante a estação das secas, eles param de correr, só sendo possível encontrar água escavando-se o leito seco dos rios. Os principais rios perenizados são: o rio Jaguaribe, o rio Acaraú e o rio Curu.

## Açudes do Ceará
Dentre os açudes construídos no estado, os de maior capacidade de acumulação hídrica são: o Açude Castanhão (6,7 bilhões de m³) o Açude Orós (1,9 bilhão de m³) e o Açude Banabuiú (1,6 bilhão de m³). O volume de água armazenada nos reservatórios ainda é bastante afetada pela má regularidade das chuvas. Também apontam as condições geológicas das áreas onde estão as bacias hidrográficas dos rios cearenses.

## Canais artificiais

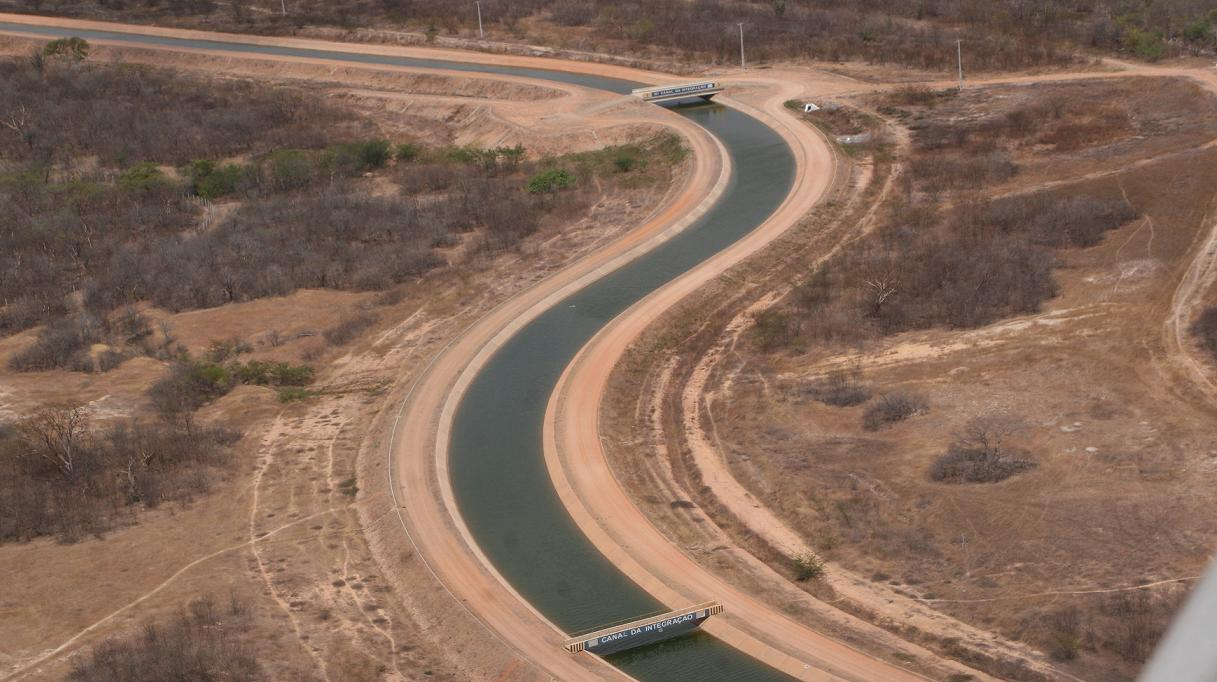
Canal da Integração - Parte do Eixão das Águas.

Alguns canais artificiais foram construídos para transportar água e/ou interligar bacias hidrográficas ou reservatórios estratégicos: 
Canal do Trabalhador - Construído em 1993, tem 113 km de extensão. O canal capta águas do rio Jaguaribe na altura de Itaiçaba, despejando-as no Açude Pacajus, garantindo o abastecimento de água da Região Metropolitana de Fortaleza. As águas são transportadas em seguida para o Açude Pacoti/Riachão via o Canal do Ererê e em seguida para o Açude Gavião via o Canal Riachão-Gavião. A capacidade de evasão é de 6 m3/s. O Canal do Trabalhador atravessa os municípios de Itaiçaba, Palhano, Cascavel e Pacajus.
Canal da Integração – Possui a finalidade de transportar água do Açude Castanhão para a Região Metropolitana de Fortaleza por meio do Açude Pacajús e Açude Gavião.
Canal do Rio São Francisco – Prevê a transposição das águas do rio São Francisco pelo sertão nordestino, passando por Pernambuco e chegando ao Açude Castanhão pelo rio Cuncas, rio Salgado e rio Jaguaribe, respectivamente.
Eixão das Águas - Conjunto de obras hídricas que realiza a transposição das águas do Açude Castanhão para a Região Metropolitana de Fortaleza (RMF), reforçando o abastecimento, em uma extensão de 255 quilômetros, incluindo o Complexo Industrial e Portuário do Pecém. Faz a integração das bacias hidrográficas do Vale do Jaguaribe e da Região Metropolitana, sendo beneficiado pela transposição do rio São Francisco e do Canal do Trabalhador, e beneficiando uma população de aproximadamente três milhões de habitantes. É composto por estações de bombeamento, canais, adutoras, além de sifões e túneis. Beneficia as comunidades dos municípios de Alto Santo, Jaguaribara, Morada Nova, Ibicuitinga, Russas, Ocara, Cascavel, Pacajus, Horizonte, Itaitinga, Pacatuba, Maranguape, Maracanaú, Caucaia e São Gonçalo do Amarante. A vazão máxima de dimensionamento é de 22 metros cúbicos; desses, 19 metros cúbicos destinam-se ao abastecimento da Região Metropolitana de Fortaleza, incluindo o Complexo Industrial e Portuário do Pecém.
Cinturão das Águas - Conjunto de obras hídricas construídas e em construção no Ceará, que se propõe a realizar a transferência de vazões, advindas do Eixo Norte do Projeto de Integração do rio São Francisco para as Bacias do Nordeste Setentrional (PISFNS), destinadas ao Ceará, com o objetivo de distribuí-las nas principais bacias hidrográficas do estado, alargando as áreas beneficiadas e potencializando os benefícios.

## Bacias hidrográficas

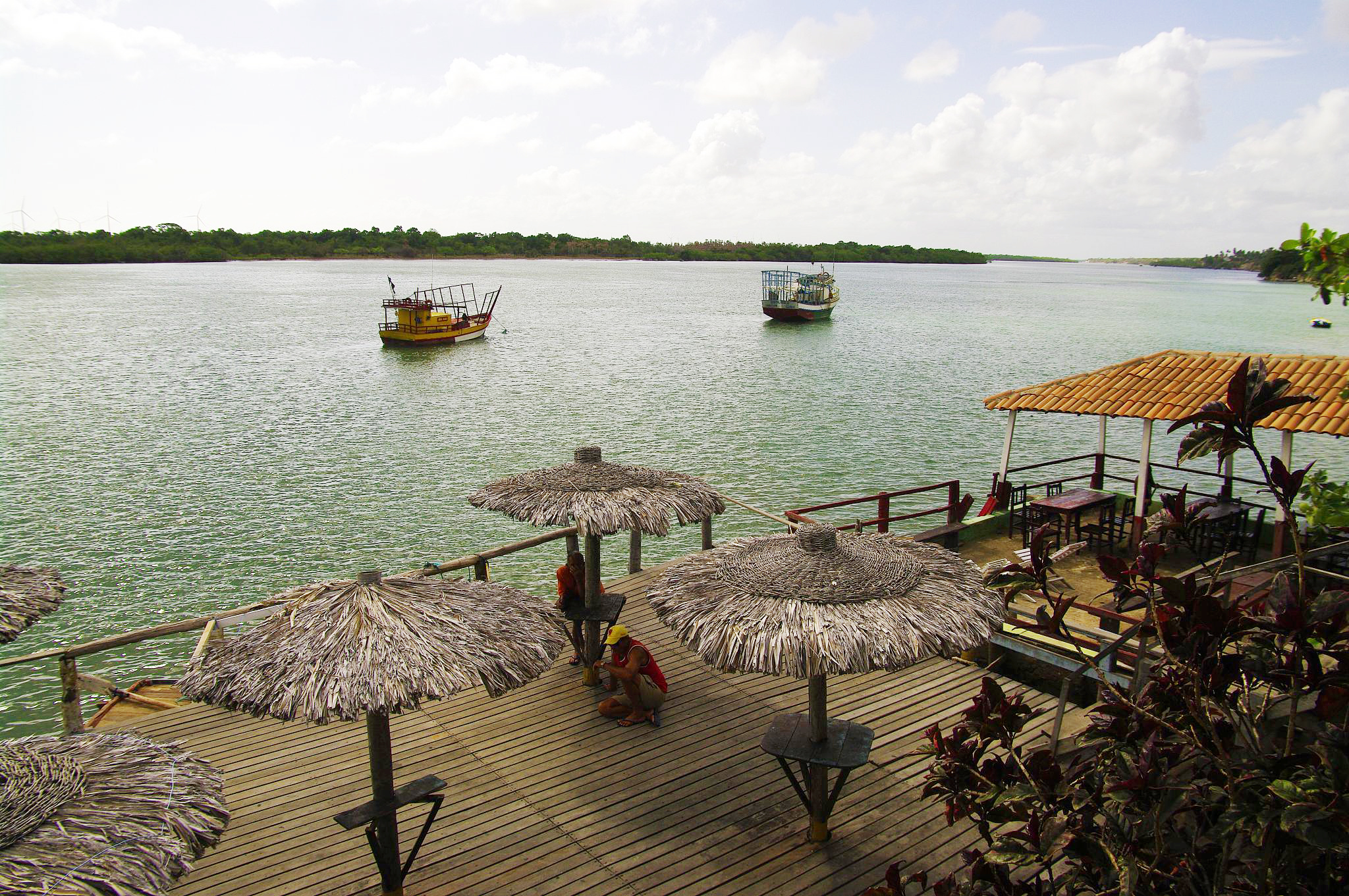
O Rio Jaguaribe, com 633 km de extensão, é o principal rio cearense. Na foto, trecho do rio na cidade de Fortim.

O território cearense é dividido em onze bacias hidrográficas:

### Bacia Metropolitana
Composta por 16 bacias independentes (Rio São Gonçalo, Rio Jereraú, Rio Cauípe, Rio Juá, Rio Ceará, Rio Maranguapinho, Rio Cocó, Rio Coaçu, Rio Pacoti, Rio Catu, Rio Caponga Funda, Rio Caponga Roseira, Rio Malcozinhado, Rio Choró, Rio Uruaú e Rio Pirangi). Açudes - Açude Pacoti, Açude Gavião, Açude Riachão, Açude Acarape do Meio e Açude Pacajus. Lagoas - Lagoa da Messejana, Lagoa do Banana, Lagoa da Precabura e Lagoa da Sapiranga. Nos anos de seca prolongada a Bacia Metropolitana possui uma grande dependência da Bacia do Rio Jaguaribe.

### Bacia do Rio Curu
O principal rio é o rio Curu, nascente: Serra da Imburana, principais afluentes – Rio Caxitoré, Rio Tejuçuoca, Rio Canindé e Rio Capitão-Mor. Açudes - Açude General Sampaio e Açude Pentecoste.

### Bacias do Litoral
Conjunto de bacias que drenam no sentido Sul-Norte para o Oceano Atlântico, os principais rios são: Aracatimirim, Aracatiaçu, Mundaú e Trairi. As lagoas também são responsáveis pelo abastecimento nessas áreas, e as principais são: lagoa das Almécegas, lagoa das Mercês, lagoa da Sabiaguaba e lagoa do Humaitá.

### Bacia do Rio Coreaú
O principal rio é o rio Coreaú – nascente: Serra da Ibiapaba, principais afluentes – Rio Timonha, Rio dos Remédios, Rio Pesqueira e Riacho Parezinha. Açudes – Açude Gangorra e Açude Angicos, lagoas – Lagoa Grande, Lagoa da Moréia, Lagoa do Boqueirão e Lagoa da Gijoca.

### Bacia do Rio Acaraú
O principal rio é o rio Acaraú – nascente: Serra das Matas (Monsenhor Tabosa). Principais afluentes – rio Groaíras, rio Jacurutu, e rio Jaibaras. Açudes – Açude Araras, Açude Edson Queiroz, Açude Aires de Sousa, Açude Acaraú Mirim e Açude Forquilha. 

### Bacia do Rio Parnaíba
Os principais rios são: Rio Poti, Rio Macambira, Rio Longá e Rio Pirangi, está localizada no Piauí e no Ceará, açudes – Açude Jaburu I e Açude Jaburu II e Açude Barra Velha.

### Bacia do Banabuiú
Tem uma área de drenagem de 19.829,46 km², correspondente a 13,37% do território Cearense, sendo o Rio Banabuiú, o principal tributário do Rio Jaguaribe. São seus afluentes pela margem esquerda, o Rio Patu, Rio Quixeramobim e Rio Sitiá e pela margem direita apenas o riacho Livramento. Na Bacia do Banabuiú estão inseridos os seguintes municípios: Banabuiú, Boa Viagem, Ibicuitinga, Itatira, Madalena, Mombaça, Monsenhor Tabosa, Morada Nova, Pedras Brancas, Piquet Carneiro, Quixadá, Quixeramobim, Senador Pompeu, Milhã e Jaguaretama. Esta bacia apresenta uma capacidade de acumulação de águas superficiais de 2.816.118.936 bilhões de m³, num total de 19 açudes públicos gerenciados pela COGERH, sendo os maiores: Açude Banabuiú, Açude Pedras Brancas, Açude Cedro, Açude Fogareiro e Açude Cipoada.

### Bacia do Rio Jaguaribe
A grande bacia do rio Jaguaribe divide-se em três bacias hidrográficas: Alto, Médio e Baixo Jaguaribe. Tal bacia compreende mais de 50% do estado com seus 633 km de extensão. Os dois maiores reservatórios de água do Ceará são barragens que represam o Jaguaribe, o Açude Orós e Açude Castanhão, com as respectivas capacidades de armazenamento de 2,1 e 6,7 bilhões de metros cúbicos de água. O Açude Castanhão é, ainda, o maior açude do país. Os afluentes mais importantes do rio Jaguaribe são os rios Salgado e Banabuiú.

### Bacia do Rio Salgado
Essa bacia apresenta uma capacidade de acumulação de águas superficiais de 447,41 milhões m³, num total de 14 açudes públicos gerenciados pela COGERH, perenizando 270 km de trecho de rio. Os Municípios que compõem a Bacia do Rio Salgado são: Abaiara, Aurora, Baixio, Barbalha, Barro, Brejo Santo, Caririaçu, Cedro, Crato, Granjeiro, Icó, Ipaumirim, Jardim, Jati, Juazeiro do Norte, Lavras da Mangabeira, Mauriti, Milagres, Missão Velha, Penaforte, Porteiras, Umari e Várzea Alegre.

## Águas subterrâneas
No Ceará, os aquíferos cristalinos oferecem poucas possibilidades para a captação de água, devido a impermeabilidade das rochas cristalinas. As reservas existentes, nessa área, apresentam uma água de má qualidade, rica em sais, tornando-a imprópria para o consumo. A água de melhor qualidade está em regiões de rochas sedimentares, onde a permeabilidade é alta (Chapada do Araripe, Serra da Ibiapaba, Chapada do Apodi). Há uma falta de recursos para aproveitar o manancial hídrico subterrâneo.

## Faixa litorânea
O Ceará possui uma das mais importantes e maiores faixas litorâneas do país. Do ponto de vista turístico, ela se estende por 573 km, nos quais predominam os mangues e restingas, vegetação litorânea típica, além de áreas com pouca vegetação cobertas por dunas. As praias mais famosas do Ceará são a Praia de Jericoacoara, a Praia de Canoa Quebrada e a Praia de Porto das Dunas. Elas se destacaram por terem alcançado fama internacional. Outras praias de destaque são a Praia das Fontes, Morro Branco, Icaraí, Presídio, Baleia, Flecheiras, Cumbuco, Ponta Grossa, Lagoinha e Barra do Cauipe.